# Hongya (Meishan)

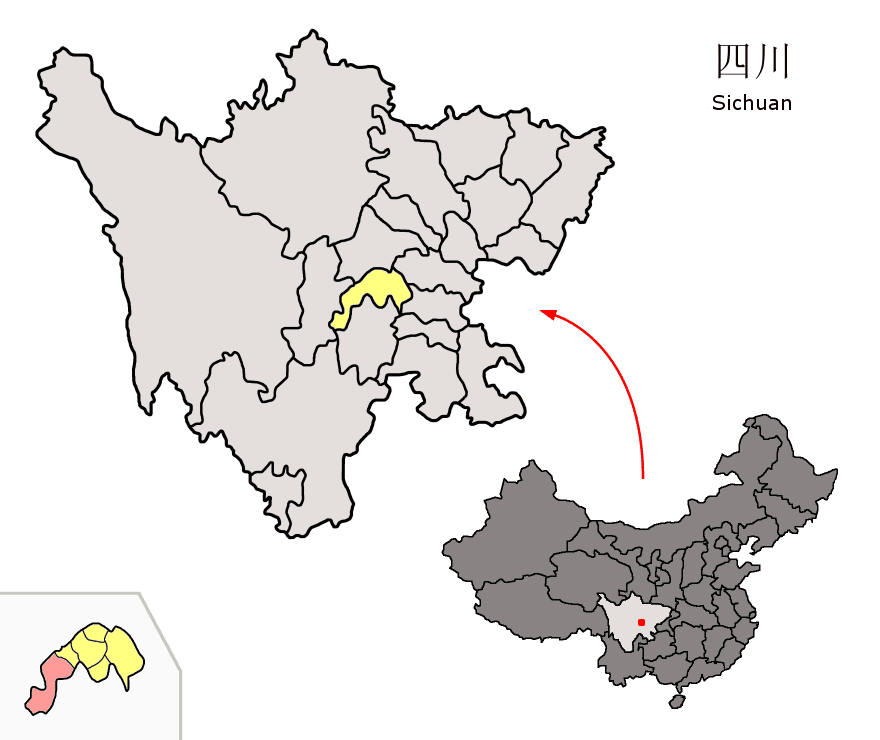
Lage des Kreises Hongya (rosa) in Meishan (gelb).

Der Kreis Hongya (chinesisch 洪雅县, Pinyin Hóngyǎ Xiàn) ist ein Kreis der bezirksfreien Stadt Meishan in der chinesischen Provinz Sichuan. Er hat eine Fläche von 1.941 Quadratkilometern und zählt 295.744 Einwohner (Stand: Zensus 2020). Sein Hauptort ist die Großgemeinde Hongchuan (洪川镇). Der Ort liegt am südwestlichen Rand des Sichuan-Beckens.

## Administrative Gliederung
Auf Gemeindeebene setzt sich der Kreis aus elf Großgemeinden und vier Gemeinden zusammen. 